# Трипити
Трипити (грч. Τρυπητή) је приморско насељено место у општини Аристотел у периферији Средишња Македонија, Грчка. Према попису из 2021. године било је 8 становника.
Насеље се први пут помиње на попису из 1940. године са два становника. Налази се поред некадашњег Ксерксовог канала. Представља пристаниште преко кога су Амулијани повезани са Халкидикијем.